# Greenbury L. Fort
Greenbury Lafayette Fort, född 17 oktober 1825 i Scioto County i Ohio, död 13 januari 1883 i Lacon i Illinois, var en amerikansk politiker (republikan). Han var ledamot av USA:s representanthus 1873–1881.
Fort tillträdde 1873 som kongressledamot och efterträddes 1881 av Lewis E. Payson.
Fort är begravd på Lacon Cemetery i Lacon i Illinois.